# Ali Salama
Ali Salama (18 settembre 1987) è un calciatore libico, di ruolo difensore.

## Carriera

### Club
Ha giocato nel campionato libico, marocchino e egiziano.

### Nazionale
Ha esordito con la maglia della nazionale nel 2010.

## Palmarès

### Nazionale
- Campionato delle nazioni africane: 1

Sudafrica 2014